# Monte Morrone
Il monte Morrone è una montagna alta 1053 m s.l.m., situata in provincia di Frosinone, al confine del Lazio con l'Abruzzo e il Molise. La vetta si trova nel comune di Belmonte Castello.